# 阿爾西普 (伊利諾伊州)
阿爾西普（英語：Alsip）是位於美國伊利諾伊州庫克縣的一個村落。

## 地理
阿爾西普的座標為41°40′14″N 87°43′56″W / 41.67056°N 87.73222°W，而該地最高點為海拔高度190米（即623英尺）。

## 人口
根據2010年美國人口普查的數據，阿爾西普的面積為17.16平方千米，當中陸地面積為16.90平方千米，而水域面積為0.26平方千米。當地共有人口19277人，而人口密度為每平方千米1,123人。